# Jiří Mužík
Jiří Mužík (* 1. září 1976, Plzeň) je český sportovec, atlet, běžec, jehož specializací je běh na 400 metrů a především čtvrtka s překážkami.

## Kariéra
Pochází ze sportovní rodiny, jeho otec byl skokan do dálky s osobním výkonem 775 cm. V roce 1997 se zúčastnil prvého ročníku ME v atletice do 23 let ve finském Turku, kde získal stříbrnou medaili ve štafetě na 4 × 400 metrů. Na stříbru se dále podíleli David Nikodým, Lukáš Souček a Jan Štejfa. V roce 2000 vybojoval v belgickém Gentu společně s Janem Poděbradským, Štěpánem Tesaříkem a Karlem Bláhou zlaté medaile na halovém ME ve štafetovém běhu na 4 × 400 metrů. V roce 2002 získal na evropském šampionátu v Mnichově stříbrnou medaili v běhu na 400 m překážek. Jiří Mužík je členem atletického klubu AK Kroměříž. V současnosti je stále držitelem českého rekordu v běhu na 400 metrů překážek časem 48,27 s., kterého dosáhl v semifinále na světovém šampionátu v Athénách v roce 1997. Jeho trenérem je Jiří Kmínek.

### Úspěchy
| Rok  | Závod                              | Místo              | Umístění   | Výkon   | Disciplína |
| ---- | ---------------------------------- | ------------------ | ---------- | ------- | ---------- |
| 1997 | ME v atletice do 23 let 1997       | Turku, Finsko      | 4.         | 50,18 s | 400 m př.  |
| 1997 | ME v atletice do 23 let 1997       | Turku, Finsko      | 2.         | 3:04,13 | 4 × 400 m  |
| 1997 | Mistrovství světa v atletice 1997  | Athény, Řecko      | 8.         | 49,51 s | 400 m př.  |
| 1998 | Mistrovství Evropy v atletice 1998 | Budapešť, Maďarsko | 7.         | 50,51 s | 400 m př.  |
| 1998 | Mistrovství Evropy v atletice 1998 | Budapešť, Maďarsko | 7.         | 3:04,37 | 4 × 400 m  |
| 1999 | Mistrovství světa v atletice 1999  | Sevilla, Španělsko | semifinále | 49,17 s | 400 m př.  |
| 2000 | Halové ME v atletice 2000          | Gent, Belgie       | 1.         | 3:06,10 | 4 × 400 m  |
| 2000 | Letní olympijské hry 2000          | Sydney, Austrálie  | semifinále | 49,23 s | 400 m př.  |
| 2001 | Mistrovství světa v atletice 2001  | Edmonton, Kanada   | 7.         | 49,07 s | 400 m př.  |
| 2002 | Halové ME v atletice 2002          | Vídeň, Rakousko    | 5.         | 46,36 s | 400 m      |
| 2002 | Mistrovství Evropy v atletice 2002 | Mnichov, Německo   | 2.         | 48,43 s | 400 m př.  |
| 2002 | Mistrovství Evropy v atletice 2002 | Mnichov, Německo   | 4.         | 3:03,82 | 4 × 400 m  |
| 2003 | Mistrovství světa v atletice 2003  | Paříž, Francie     | semifinále | 48,82 s | 400 m př.  |
| 2004 | Letní olympijské hry 2004          | Athény, Řecko      | semifinále | 48,88 s | 400 m př.  |
| 2006 | Mistrovství Evropy v atletice 2006 | Göteborg, Švédsko  | semifinále | 50,29 s | 400 m př.  |